# 南洋神社

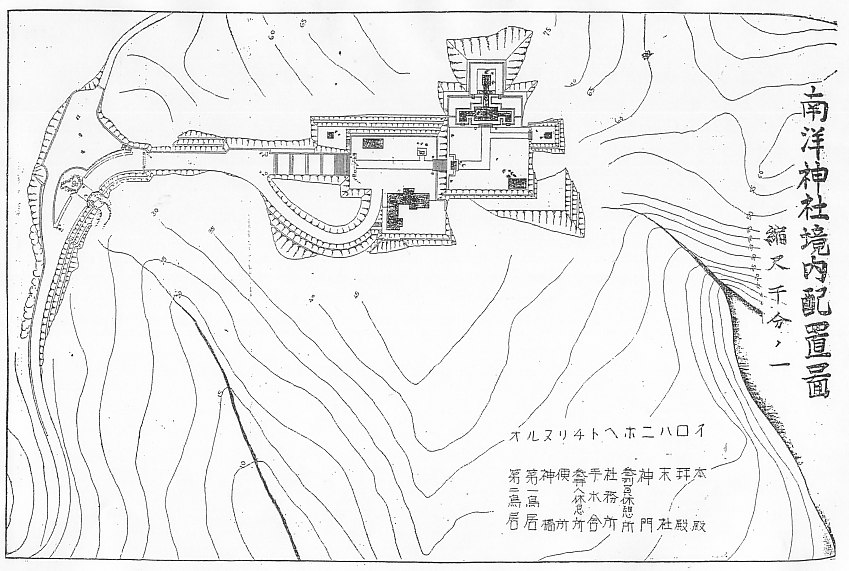
南洋神社境内配置図

南洋神社（なんようじんじゃ）は、パラオ共和国コロール島アルミズ高地に存在した神社。第二次世界大戦中、当地が日本の統治下にあった時代に官幣大社として創建され、敷地は9万6248坪もある壮大なものであった。終戦時に廃社された。

## 概要

### 前史
1922年の南洋庁統治が始まってから15年以上が経過し、南洋群島各地に民間有志による神社が創建されたが、南洋庁所在地のコロールには神社が一つもなかった。そこで南洋庁では、南洋群島総鎮守たる神社を紀元二千六百年記念事業の一環としてコロール島に創建することになった。

### 創建
1937年（昭和12年）より、土地の選定が進められ、その結果コロール町郊外のアルミズ高地に創建することに決定した。1938年（昭和13年）1月より約2年かけて工事が行われた。
本殿は神明造・大鳥造を基調とする南洋群島の風土に適した様式とし、木材は南洋群島各地から取り寄せることになった。石材は幸いにも整地の際に良質な安山岩が大量に発見されたため、これを使うことになった。
また、関係諸団体から勤労奉仕の申し出が相次ぎ、積極的に受け入れた。その他、運輸業者は資材搬入のための運賃一部免除、電気設備業者の電気設備の寄附なども行われた。
そして、1940年（昭和15年）2月に天照大神を祀る官幣大社として指定され、同年11月1日、御霊代を捧げ持つ勅使伊藤博精公爵を迎えて、粛々と鎮座祭が執り行われた。

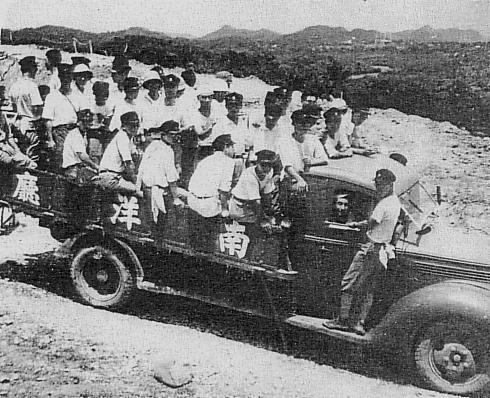
南洋神社創建の勤労奉仕を行い、南洋庁のトラックで帰途に着く学生たち（1939年）
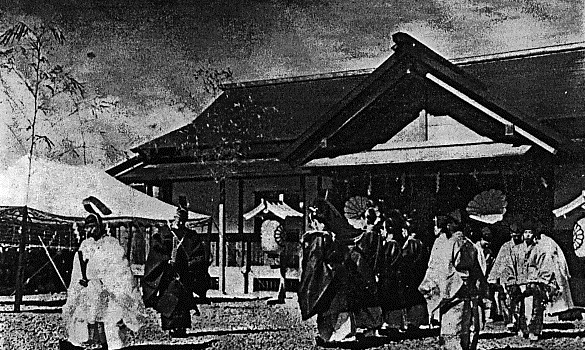
鎮座祭の様子（1940年）
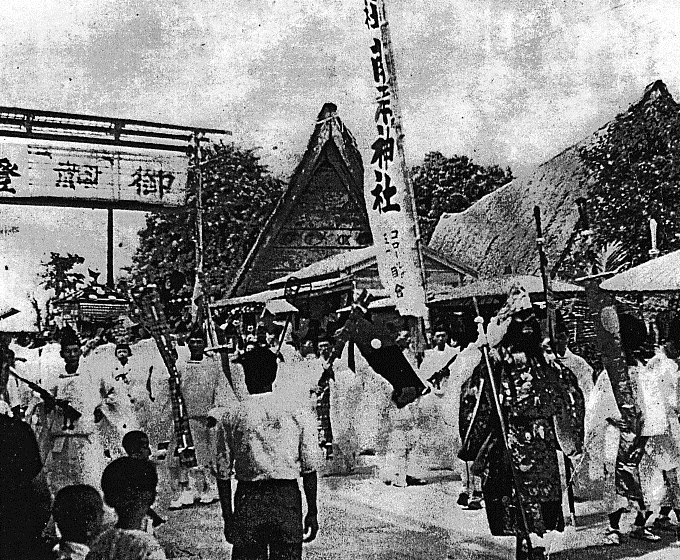
コロール町内を練り歩く祭の行列（1940年）

### 疎開及び廃絶
第二次世界大戦末期、連日の空襲を避けるため、1944年11月22日にパラオ本島（バベルダオブ島）のジャングルの中に仮本殿を設置し、御神体を遷座。翌1945年5月17日の空襲時の至近弾でコロールの本殿は大破するが、日本軍が修復を行い、外形が復元したところで終戦を迎える。
1945年9月11日、米国の了解の下で社殿の奉焼式が行われた。同年11月17日、日本政府より南洋神社廃止の連絡を受け、翌1946年1月5日、パラオ本島の仮本殿で昇神の儀・仮本殿の奉焼を行い、御霊代は船で東京の宮内省に運ばれ、同年1月19日、宮内省で奉遷の手続きが行われた。

### 再建と称する石碑等の設置
戦後、広大な境内は太平洋諸島信託統治領政府の官有地となった。やがて木が生えて森林へと変わり、ただ灯篭と社号標のみが往時の神社を偲ぶよすがとなった。1980年代になって民間に払い下げられ、パラオ人の邸宅となった。行き止まりとなっていた参道は延長され、パラオ・コンチネンタル・ホテル（後のホテル・ニッコー・パラオ）に繋がる道路となった。
1997年になり、パラオ人の邸宅の前庭（旧神社の本殿・拝殿があった所）を借りるような形で小さな祠が日本の右翼団体によって再建された。祠の前には新たに鳥居や狛犬や灯篭が設置され、「旧官幣大社南洋神社再建趣旨」を刻んだ石碑が本殿の右側に、左側には名越二荒之助ら「日本—パラオ心を結ぶ会」によって戦死者を称える日本語と英語の文章を刻んだ石碑が設置された。
南洋神社のご神体は1946年に宮内省に奉遷されたままであり、1997年の「再建」と称する祠や石碑等の設置は、神道上、本項の官幣大社南洋神社と連続性は無い。

## 現況

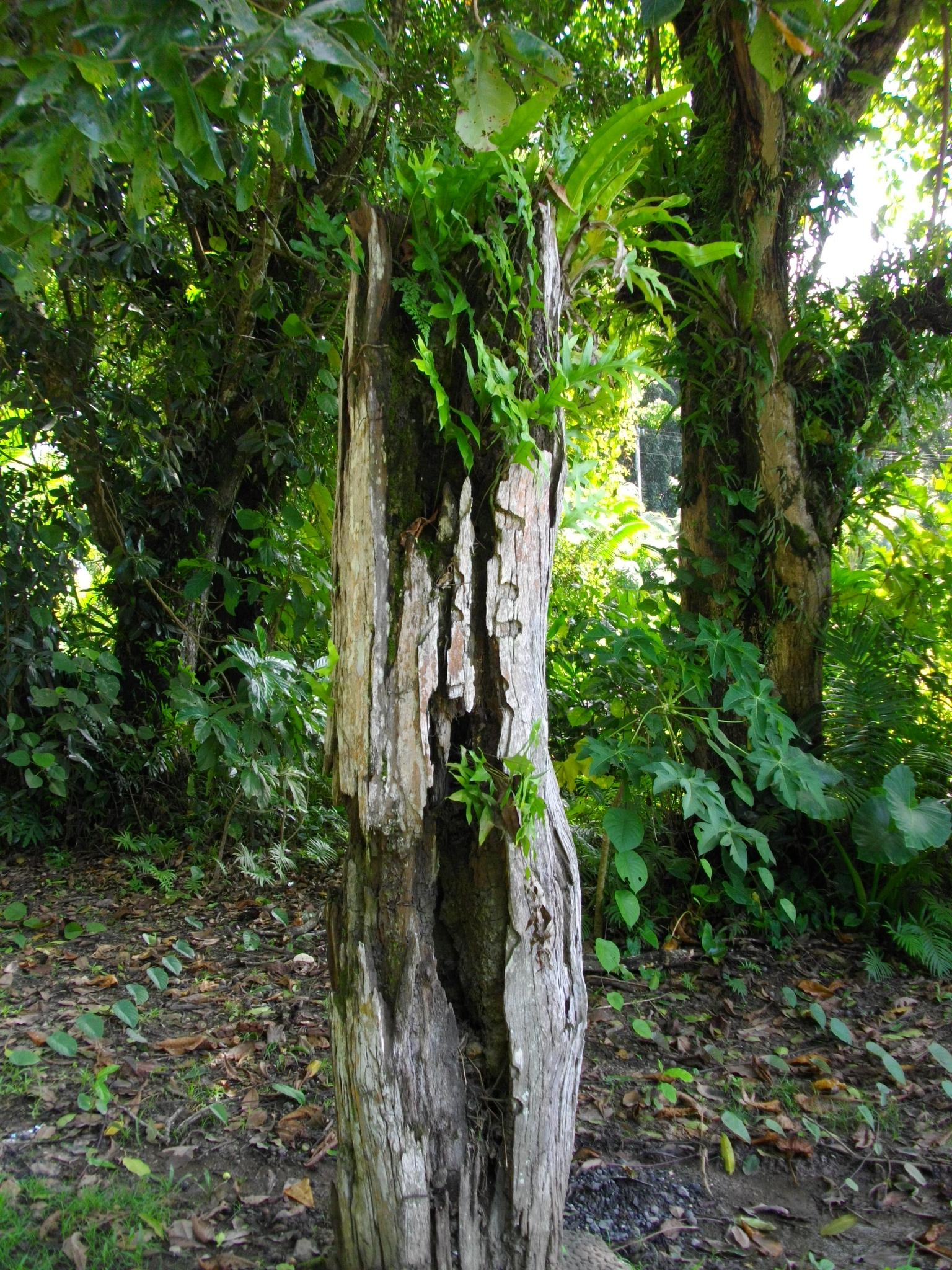
今にも朽ち果てようとしている社号標跡。かろうじて「官幣大社南洋神社」の字の一部を読み取ることができる。
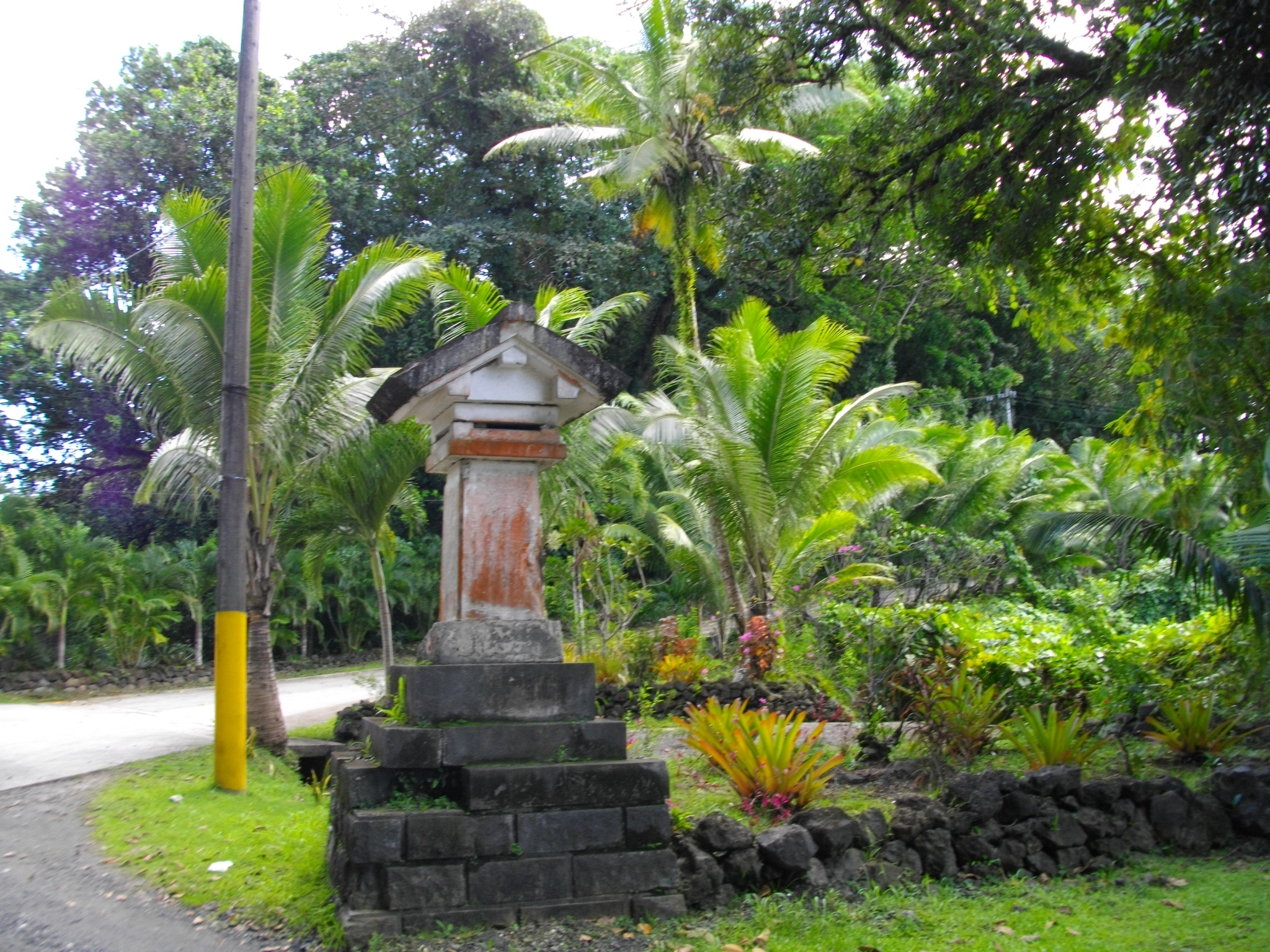
当時の遺構として残っている石灯籠。白い舗装道路がかつての参道で、再建された神社はこの道を登ったところにある。

## 南洋神社外苑計画

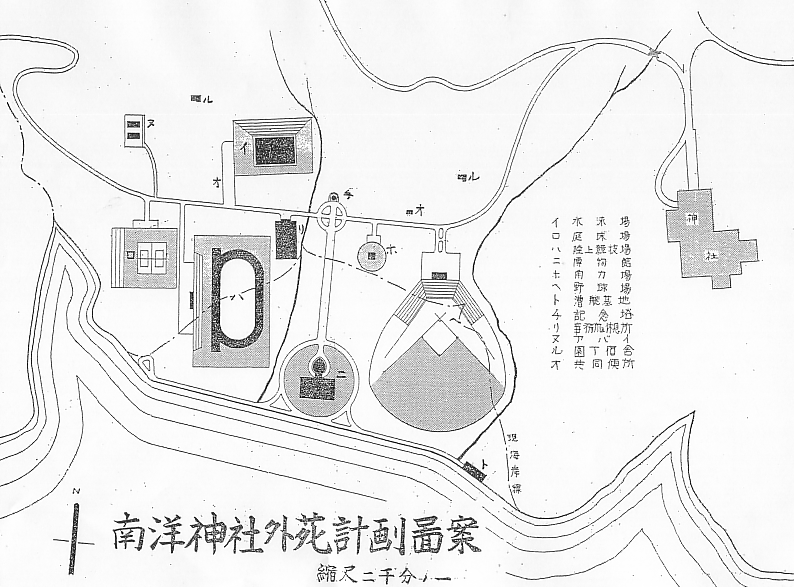
南洋神社外苑計画図案

南洋神社西側の土地を明治神宮外苑に倣って「南洋神社外苑」として整備する計画があった。都市計画のために来島した内務省技師に、外苑計画の設計を依頼したものである。この計画によれば、南洋神社西側の山を削り、海面や谷間を埋めて平地を形成し、そこに各種施設を設けるというものであった。
- スポーツ施設
  - 水泳場、庭球場、陸上競技場、角力場、野球場、漕艇基地
- その他施設
  - 博物館、記念塔、アバイ、共同便所

しかし、多額の経費を要したため、実際には建設されることはなかった。

## 南洋神社鎮座跡地遥拝殿

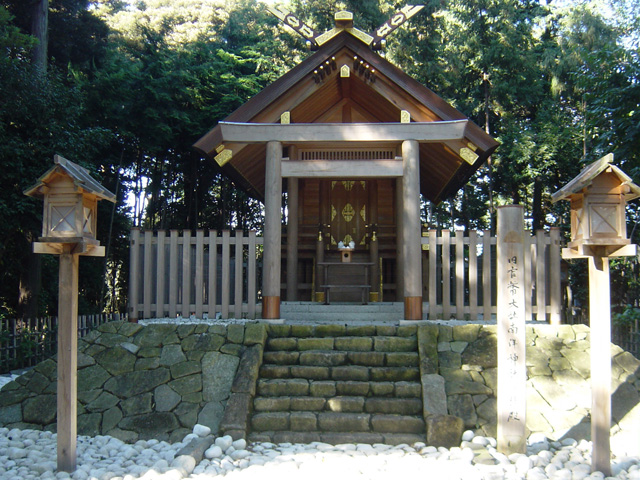
旧官幣大社南洋神社鎮座跡地遥拝殿

埼玉県越谷市の久伊豆神社には、南洋神社を偲び、南洋群島で戦没した日本軍将兵の慰霊のため、平成16年（2004年）に「旧官幣大社南洋神社鎮座跡地遥拝殿」が建立された。建立時の式典には当時のパラオ大統領トミー・レメンゲサウも参加している。